# Drapeau des îles Vierges britanniques

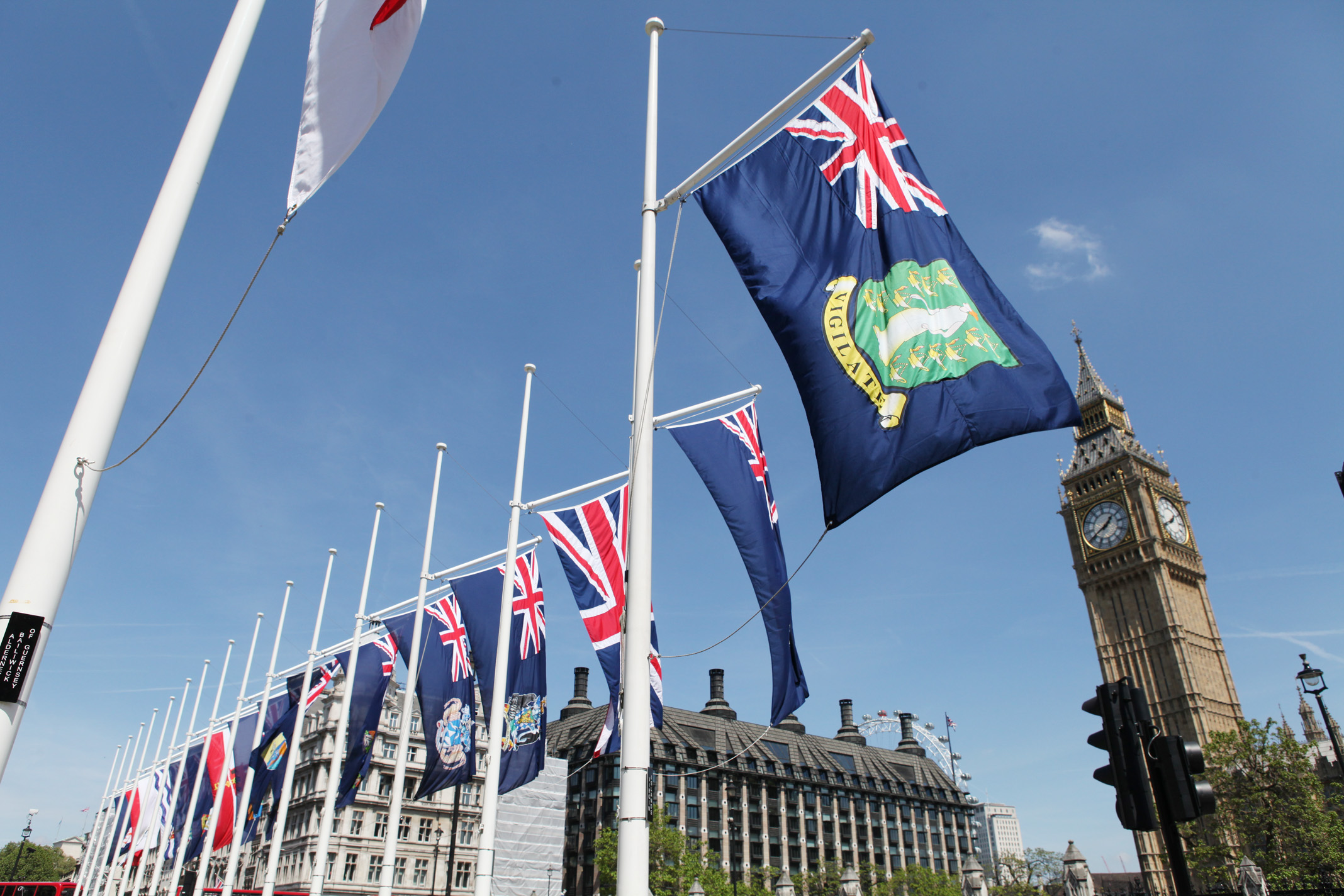
Avec d'autres drapeaux des territoires britanniques d'outre-mer à Parliament Square

Le drapeau des îles Vierges britanniques, ensemble d'îles dans la zone Caraïbe qui sont sous l'autorité du Royaume-Uni, est composé :
- du drapeau de la métropole anglaise, et plus précisément de l'Union Jack, qui représente un quart du drapeau en haut, à gauche comme pour rappeler que ces îles appartiennent au Royaume-Uni ;
- le fond bleu représente l'océan Atlantique ;
- le blason qui figure sur le drapeau représente une femme placée entre deux colonnes formées, chacune par six lampes à huile superposées. Elle en tient une dans la main droite. Sous le blason, un rouleau jaune porte la mention latine « Vigilate », c'est-à-dire « Sois vigilant ».